# Balla Lici
Balla Lici, született Balla Alice (Pozsony, 1911. december 14. – Ascona, Svájc, 1995. október 24.) magyar színésznő.

## Élete
Balla Lajos kábelgyár-igazgató és Schönberger Margit lánya. Már hatéves korától szerepelt Bécsben és Pozsonyban. 1931-ben a bécsi Komedien-ben már főszerepet játszott Lucie Balla néven, majd a Fővárosi Operettszínház tagja lett. 1934-ben az Andrássy úti Színházban, 1935-ben a Royal Revüszínházban játszott. 1936-ban a Kamara Színházban lépett fel. A harmincas évek végén a zsidótörvények miatt kivándorolt az USA-ba. Az 1940-es években különböző amerikai magyar rendezvényeken lépett fel. Később Svájcban költözött. Férje halála után gondozta annak hagyatékát és a több nyelven megjelenő könyveit szerkesztette.
Első házastársa Felix Joachimson (1902–1992) forgatókönyvíró volt, akivel 1934. november 28-án Budapesten kötött házasságot. 1938-ban elváltak. Később Hans Habe (Békessy János) magyar író, újságíró hatodik felesége lett.

## Filmjei
- Egy éj Velencében (1934) – Weber Magda, Ellen komornája
- Mindent a nőért! – Jaj, de jó szeretni! (1934)
- Három sárkány (1936) – Piri
- Dunaparti randevú (1936) – Blazsek Bella
- A taxigavallér (1937) – Bessie